# 筑北村立筑北小学校
筑北村立筑北小学校（ちくほくそんりつ ちくほくしょうがっこう）は、長野県東筑摩郡筑北村坂井にある筑北村立小学校。

## 概要
筑北村北東部の坂井地区にある、本村唯一の村立小学校である。全村を通学区域とし、通学用にスクールバスを運行している。

## 沿革
2005年（平成17年）、東筑摩郡本城村・坂北村・坂井村の合併により筑北村が発足した（平成の大合併）。合併当初は村立小学校として本城小学校・坂北小学校・坂井小学校の3校が存在したが、まず2015年に本城小と坂北小が統合し、筑北小が開校。その後、2020年に坂井小を統合した。開校当初の所在地は坂北2267（旧坂北小）であったが、坂井小との統合後は坂井5685（旧坂井小）へと移転している。

### 年表
- 2015年（平成27年）4月1日 - 筑北村立本城小学校と筑北村立坂北小学校との統合により開校[2]。
  - 4月7日 - 開校式[13][14]。
- 2017年（平成29年）3月6日 - 校歌お披露目式[2]。
- 2020年（令和2年）4月1日 - 筑北村立坂井小学校を統合。校地を現在地に移転[10]。

## 教育方針
本校の学校教育目標は「夢に向かって未来を拓く」、目指す子ども像は「つつじ」（村を愛し「つづける」「つながる」「じしんをもって輝く」の頭文字から）。

## 象徴

### 校章
校章は村の花であるツツジの花をイメージしており、両手を広げているような花びらの形は児童らの伸びやかな成長を祈念したもの。中央の「筑北」の2文字は人々のつながりという意味を持たせるため、意図して文字同士をつなげている。

### 校歌
本校の校歌は本村出身者である横山克が作曲を手がけている。2015年の学校設立当初はまだ校歌は制定されておらず、代わりに校友歌が学校行事などで歌われた。
- 筑北小学校 校歌『時』 - 作詞：只野菜摘、作曲：横山克。
- 筑北小学校校友歌『夢に向かって』 - 作詞：山崎洋文、作曲：藤森敬一。

## 通学区域
- 筑北村 - 全村を通学区域とする。学校区域外就学制度あり[6]。

## 進学先中学校
- 筑北村立聖南中学校 - 全村を通学区域とする[6]。

## 交通
公共交通機関
JR篠ノ井線・冠着駅が最寄り。直線距離で1,363メートル。